# Pierre Galle (peintre)
Pour les articles homonymes, voir Galle.
Pierre Vincent Galle né le 8 février 1883 à Rennes (Ille-et-Vilaine), ville où il est mort le 11 novembre 1960, est un peintre, illustrateur et sculpteur français.
Il fut directeur de l'école régionale des beaux-arts de Rennes et le conservateur du musée des Beaux-Arts de Rennes de 1935 à 1948.

## Biographie
Fils et petit-fils d'horlogers-mécanicien, Pierre Galle est le frère du sculpteur Jean Galle (1884-1963), qui deviendra professeur à l'école régionale des beaux-arts de Nice.
Élève en 1901 à l'école des beaux-arts de Rennes. Il reçoit le 9e prix d'un montant de 100 francs à la fin de l'année 1901. Le 24 juillet 1906, il est premier boursier de Rennes pour intégrer l'École des beaux-arts de Paris dans les ateliers de Fernand Cormon (1845-1924) et Luc-Olivier Merson (1846-1920). Il concourt sans succès au prix de Rome de 1910. Il fréquente aussi l'atelier de Jean-Paul Laurens (1838-1921) à l'Académie Julian.
Soldat de la classe 1903 (recrutement de Rennes), il est envoyé en Argonne dans le 41e bataillon de marche, puis caporal à la 20e section des secrétaires d'état-major et du recrutement, il est cartographe dessinateur restituteur de photographies aériennes. Il se rend en première ligne pour réaliser plans et croquis, ce qui lui vaudra une citation à l'ordre de la Brigade. Il réalise aussi des centaines de dessins et pochades qu'il exposera à la fin de la Première Guerre mondiale. 
En 1915, il attend de partir au front en garnison dans sa ville natale et peint le portrait de l'officier d'état-major Eugène Jules Rochard, qu'il intitule par discrétion Portait du capitaine R..
Il épouse une cantatrice soprano, dont la voix fut portée par les ondes dans toute l'Europe.
En 1920, il est chargé par le  maire de Rennes Jean Janvier d'orner des salles de la mairie de Rennes.
En 1921, Pierre Galle concourt sans succès pour le poste de directeur de l'école régionale des beaux-arts d'Angers, mais le 21 octobre a lieu l'épreuve de composition décorative : le décor d'une salle à manger angevine avec Le Festin de Gargantua.
En 1923, Jules Ronsin confie les cours de dessin d'art et d'anatomie à Pierre Galle à l'école des beaux-arts de Rennes.
En 1927, il habite impasse de Bel-Air,. Dans une interview à Ouest-Éclair au sujet de sa peinture sur Concarneau, il déclare qu'il « aime la mer, les bateaux, le ciel rose des après-midi d'été […] ».
De 1935 à 1948, il est le conservateur du musée des Beaux-Arts de Rennes. Il fait partie de la première Association des amis du sculpteur Jean Boucher (1870-1939).
Il est inhumé à Rennes dans le cimetière du Nord, sa tombe est la première à gauche en entrant dans le cimetière.

## Œuvres
- Angers, école des beaux-arts : Le Festin de Gargantua, 1921, huile sur toile.
- Antrain, salle des Fêtes : fresque[6].
- Langon, église Saint-Pierre : La Vierge du Salve Regina, peinture sur une arcade[6].
- Pléchâtel, église paroissiale, au sud du chœur : Commémoration des 90 morts de la Première Guerre mondiale, 1933, fresque.
- Rennes :
  - mairie de Rennes : fresque, 1920.
  - musée des Beaux-Arts :
    - Verdun, abri bois d'Alger, 1918, dessin ;
    - Entrée du maréchal Pétain à Strasbourg, 1918, dessin ;
    - Aménagement des œuvres du musée au château de Bourg d'Ire, aquarelle ;
    - La Maison de Cadet-Rousselle à Rennes, dessin ;
    - Les Caisses de tableaux du musée de Rennes quittant le château de Fougères en 1944, dessin ;
    - Les Caisses de tableaux du musée de Rennes quittant le château de la Lorie en 1945, 1945, dessin ;
    - Les Œuvres du musée quittant le château de l'Espinay, 1943, dessin ;
    - Portrait de Théophile Lemonnier, pastel sur papier[14] ;
    - Obsèques de Mgr René-Pierre Mignen, archevêque de Rennes, 1939, gouache et aquarelle ;
    - Tranchées du secteur de Verdun, 1918 , pastel ;
    - Verdun 1917, 1917, dessin ;
    - Vue du château de l'Espinay, dessin ;
    - Bande décorative de décoration végétale, peinture, étude pour l'hôtel de ville de Rennes ;
    - L'Ille, peinture ;
    - La Procession de la Fête-Dieu sortant de la cathédrale de Rennes, peinture ;
    - La Vilaine, peinture ;
    - Buste de Jean Janvier, maire de Rennes, sculpture[15].

  - musée de Bretagne : Emballage de beurre Th. L. David, Rennes, 11,7 × 26,3 cm, une petite fille garde les vaches devant le mont Saint-Michel[16].
- Rimou, église paroissiale : peinture murale[6].

- Localisation inconnue :

  - Démolition des vieilles maisons de la place aux blés le 6 octobre 1929 (ancienne place Honoré Commerec à Rennes), huile sur toile, 55 × 47 cm[17].

## Illustration
- Rennes, capitale accueillante vous ouvre la porte de l'admirable Bretagne, couverture illustrée d'une aquarelle de Pierre Galle, municipalité de Rennes, 1937, 16 p.
- Léon Le Berre, La Bretagne d'Hier, illustrations en noir de Pierre Galle, Éditions Ouest-Éclair, 1937, 221 p.
- Marthe Le Berre, Tro Breiz ou Tour de Bretagne, préface de Mgr Duparc, illustration de Pierre Galle, Vannes, Éditions Lafolye, 1935, 198 p.

## Salons
- 1913 : Salon de Caen[18].
- 1914 : Salon du Sud-Ouest, Rennes[19].
- 1920 : Salon des artistes français, Portrait du capitaine R[20].
- 1932 : Salon de Rennes, croquis des monuments dévastés[21].

## Expositions
- 1926 : galerie Georges Petit, Paris, Croquis et dessins de guerre de Pierre Galle[6].
- 1931 : exposition dans l'Orne en décembre[22].
- 1932 : exposition[Où ?] de 40 aquarelles sur les vieux quartiers de Rouen et de Rennes[23].
- 1932 : en juin[Où ?], quatre esquisses, Extase, Voiles blanches, Au crépuscule, Une chasse[24].
- 1935 : avril, exposition à Dinan[25].
- 1937 : exposition de 32 gravures dans l'Orne[26].

## Récompenses
- Citation à l'ordre de la 20e DI au cours de la Première Guerre mondiale.
- Croix de guerre 1914-1918.
- Prix de l'Institut, médailles et mentions[Lesquelles ?].

## Élèves notoires
- Joseph Archepel (né en 1925), peintre verrier.
- Frédéric Back (1924-2013).
- Geoffroy Dauvergne (1922-1977).
- Pierre Gilles (1913-1993), élève au cours du soir de dessin en 1932.
- Roland Guillaumel (1926-2014), sculpteur.
- Henri Huet (1927-1971), photographe.
- Roger Marage (1922-2012).